# Horstenburgbrug
De  Horstenburgbrug  (brug 1003) is een bouwkundig kunstwerk in Amsterdam-Zuidoost.
Deze brug werd door Dirk Sterenberg voor de Dienst der Publieke Werken ontworpen in een toen nog naamloze dreef in Amsterdam-Zuidoost. Sterenberg ontwierp voor die wijk talloze bruggen in steeds hetzelfde stramien, meest te herkennen aan de opbouw, leuningen en het schakelkastje. De brug werd vanaf 1966 geheel in beton opgetrokken, maar lag er nog jaren ongebruikt bij. Ze zou nabij de op een dijklichaam liggende Foppingadreef en Karspeldreef op maaiveldniveau de verbinding verzorgen tussen wat pas veel later de woonwijken Hoptille (bouw 1981) en Heesterveld (bouw 1978) zouden worden.
De brug ging vanaf de bouw tot 2018 naamloos door het leven. Op augustus 2018 besloot de gemeente Amsterdam in één keer talloze bruggen te vernoemen. Zo kreeg deze brug de naam Horstenburgbrug en is vernoemd naar villa Horstenburg in Obdam. In die naamgeving trad verschil op met de nabijliggende straat Horstenberg, vernoemd naar diezelfde villa, sinds januari 1996 een rijksmonument (495679) aan de Dorpsstraat 111 aldaar.

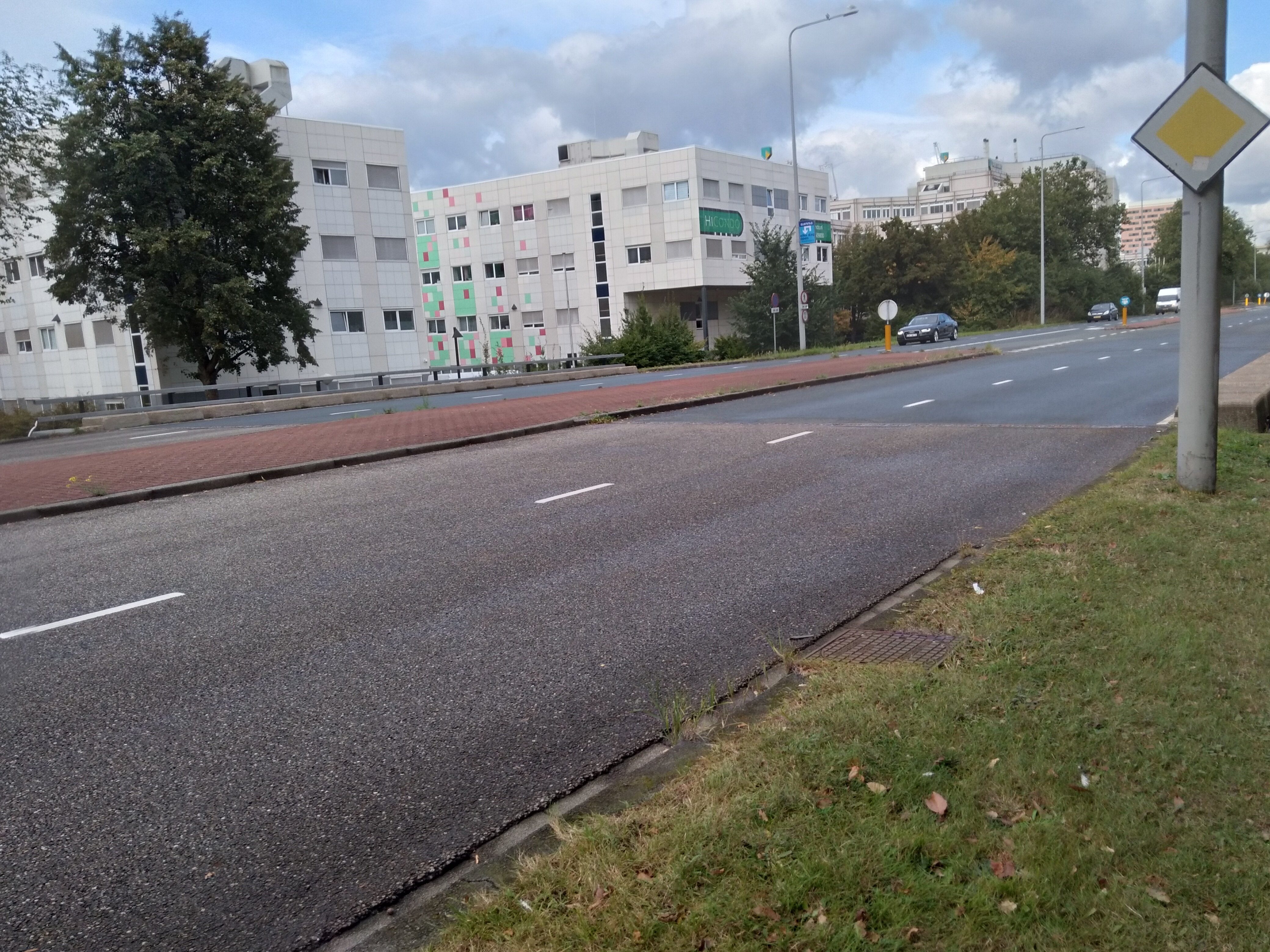
Foppingadreef met viaduct (september 2021)

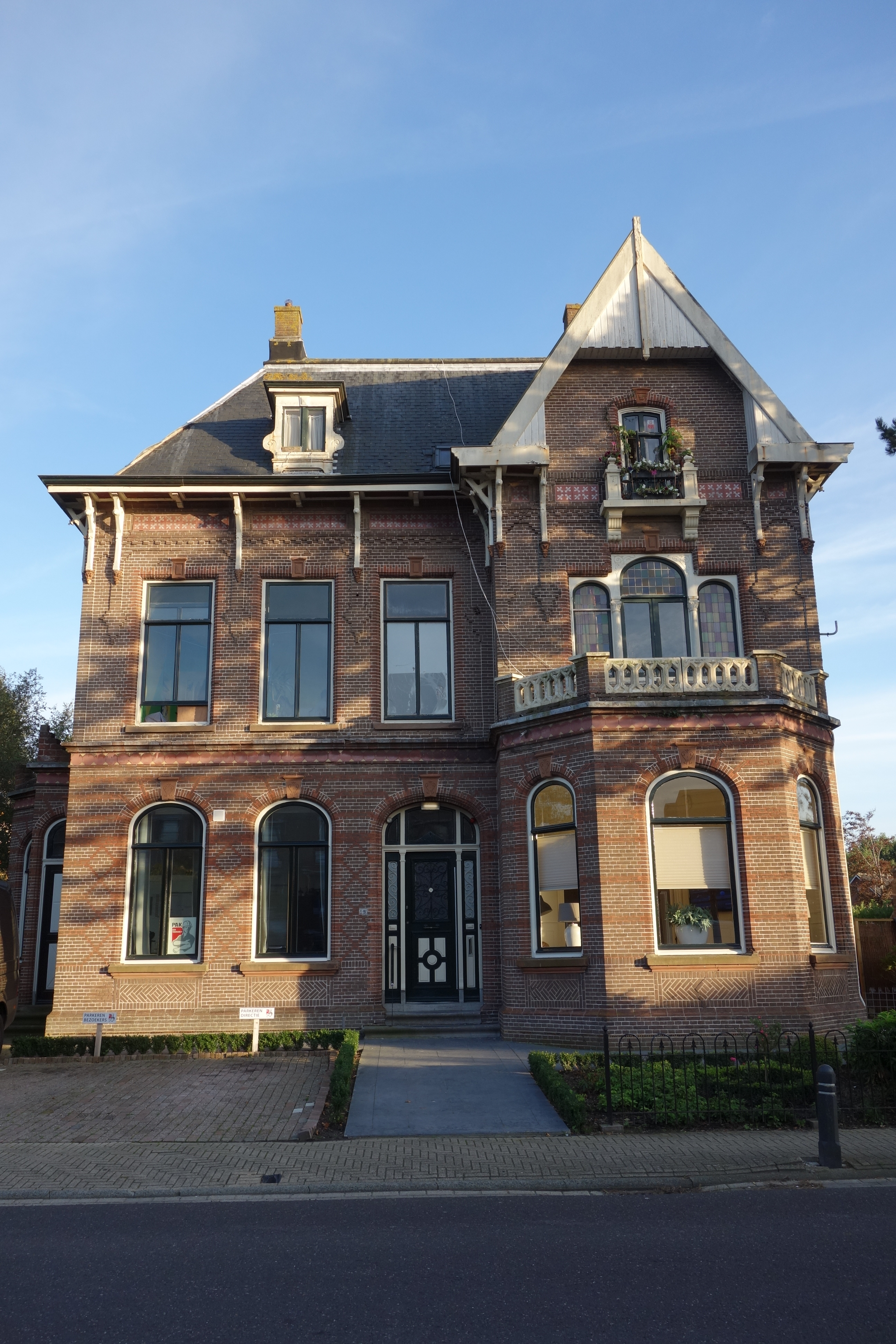
Horstenburg, Obdam (2015)

<<< · 1000 · 1001 · 1002 · 1003 · 1004 · 1005 · 1006 · 1007 · 1008 · 1009 · 1010 · 1011 · 1012 · 1013 · 1014 · 1018 · 1028 · 1029 · 1030 · 1032 · 1033 · 1034 · 1035 · 1036 · 1037 · 1038 · 1039 · 1040 · 1041 · 1044 · 1045 · 1046 · 1048 · 1049 · 1050 · 1051 · 1062 · 1063 · 1064 · 1065 · 1066 · 1067 · 1076 · 1077 · 1078 · 1083 · 1090 · 1092 · 1093 · 1094 · 1095 · 1096 · 1097 · 1098 · 1099 · >>>
Brugnummers  1015, 1016, 1017, 1019, 1020, 1021, 1022, 1023, 1024, 1025, 1026, 1027, 1031, 1042, 1043, 1047, 1052/1053 (niet gebouwd), 1054, 1055, 1056, 1057, 1058, 1059, 1060, 1061, 1068, 1069-1075, 1079, 1080, 1081, 1082, 1084-1088, 1089 en 1091 (onbekend) zijn niet meer vergeven. De meesten daarvan zijn gesloopt in verband met sanering Zuidoost. Alle bruggen lagen en liggen in Zuidoost behalve bruggen 1000 en 1002.